# São Vicente de Lafões
São Vicente de Lafões es una freguesia portuguesa del concelho de Oliveira de Frades, con 7,78 km² de superficie y 793 habitantes (2001). Su densidad de población es de 101,9 hab/km².